# Балиаканди
Балиаканди (бенг. বালিয়াকান্দি, англ. Baliakandi) — город в центральной части Бангладеш, административный центр одноимённого подокруга. Площадь города равна 6,2 км². По данным переписи 2001 года, в городе проживало 6928 человек, из которых мужчины составляли 51,37 %, женщины — соответственно 48,63 %. Плотность населения равнялась 1117 чел. на 1 км². Уровень грамотности населения составлял 40,2 % (при среднем по Бангладеш показателе 43,1 %).